# Centerpartiets partiledarval 2023
Centerpartiets partiledarval hölls på en extrainsatt partistämma den 2 februari 2023 i Helsingborg. Centerpartiet utsåg då Muharrem Demirok till Annie Lööfs efterträdare som partiordförande.

## Bakgrund
I riksdagsvalet 2022 fick Centerpartiet 6,7 % av rösterna, vilket var en tillbakagång från valresultatet 2018 (-1,9) och rekordvalet till europaparlament 2019 (-4,1). Partiet gick också till val på att stödja Magdalena Andersson som statsminister, och eventuellt ingå i hennes regering. Man tillhörde alltså ett regeringsunderlag som förlorade i valet mot Ulf Kristerssons högerunderlag.

Den 15 september 2022 meddelande den då sittande partiledaren Annie Lööf sin avgång, med motiveringen att hon var missnöjd med valresultatet och att hon ville ha mer tid för sina döttrar och familj, men beslutet fattades också med anledning av de hot och hat som riktats mot hennes person. Annie Lööf hann under sitt partiledarskap både leda ett parti med opinionssiffror under riksdagsspärren (2013) och som första kvinna få sondera möjligheterna till en ny regering av talmannen (2018), denna kombination av erfarenheter är helt unikt i svensk politik.

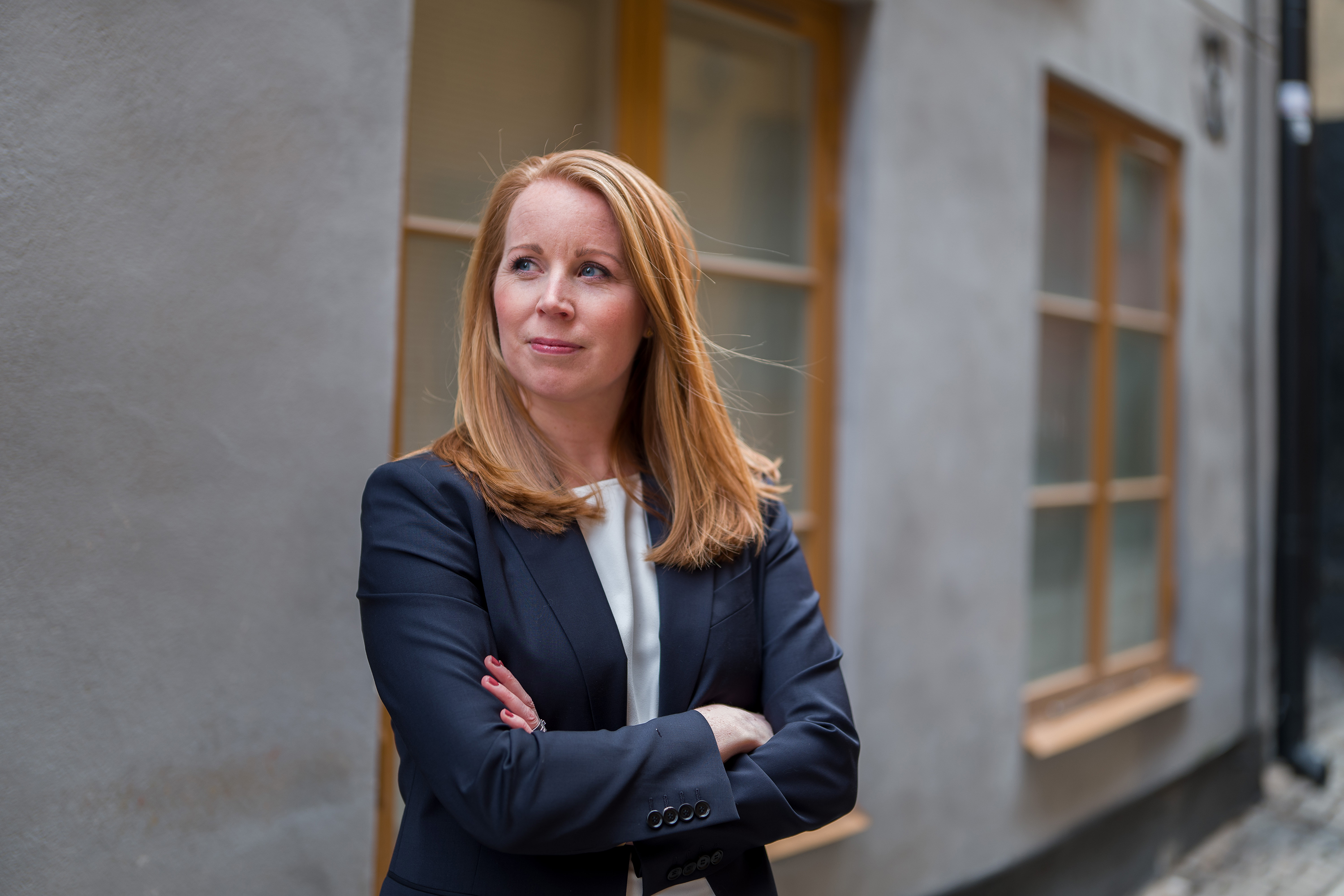
Annie Lööf ledde Centerpartiet i elva år.

En av knäckfrågorna för den tillträdande partiledaren och -ledningen har av bedömare ansetts vara den framtida relationen och eventuella samarbetet med Socialdemokraterna. Centerpartiet har sedan januariavtalet haft ett tätare samarbete Socialdemokraterna och stödde tillsättandet av regeringarna Löfven II, Löfven III och Andersson. Frågan är om partiet ska återgå till det forna allians-samarbetet och stödja en borgerlig regering, även om den samarbetar med Sverigedemokraterna vilket under Lööfs partiledarskap var en röd linje.

## Inledande process
Förhandsfavoriten till ny partiledare ansågs vara den före detta ekonomisk-politiske talespersonen Emil Källström, men den 16 september avböjde han en kandidatur.
Den 30 september meddelade EU-parlamentarikern Emma Wiesner sin kandidatur. Den 14 oktober, den sista dagen för nomineringar och samma dag som Tidöavtalet presenterades, meddelade även den bostadspolitiske talespersonen tillike riksdagsledamoten Alireza Akhondi att han står till förfogande som partiledare. Den 28 oktober meddelade den skattepolitiska talespersonen och riksdagsledamoten Helena Lindahl sin kandidatur. Lindahl blev uppmärksammad när hon som enda centerpartist röstade nej till januariavtalet. Lindahl har även öppnat upp mot att bryta partiets röda linje gentemot Sverigedemokraterna.

### Valberedningens kandidater
Den 7 november presenterade valberedningen de tänkbara kandidaterna till partiledarposten. Dessa var gruppledaren tillika landsbygdspolitiske talespersonen Daniel Bäckström, den utbildningspolitiske talespersonen Muharrem Demirok samt den näringspolitiska talespersonen Elisabeth Thand Ringqvist.

#### Kritik
Ingen av de tidigare tre offentliggjorda kandidaturerna (Akhondi, Lindahl, Wiesner) återfanns på valberedningens lista över tänkbara kandidater. Flera av de centerpartister som tidigare förordade Helena Lindahl kritiserade valberedningen för valet av kandidater. Framförallt handlade kritiken om att urvalet var elitistiskt och likriktat samt processens bristande öppenhet genom att bland annat inte redovisa nomineringarna från nomineringsrundan. Även Wiesner luftade kritik i sitt tillbakadragande då hon menade att hon inte hade kandiderat offentligt om hon inte trodde att det "var det bästa för partiet med en öppen process i dess sanna mening". Både Wiesner och Lindahl accepterade valberedningens beslut och drog sig ur partiledarvalet. 
Det riktades också kritik gentemot valberedningen under nomineringsprocessen. Partifolk menade att den öppna processen motarbetade potentiella kandidater som vid tillfället saknade en politisk position. Risken för dessa personer att kandidera, och därmed äventyra lojaliteten till sina befattningar i näringslivet, ansågs vara mycket högre än för kandidater med politiska uppdrag.

### Kontroverser kring kandidaterna
Under den andra offentliga utfrågningen i Piteå ställde Centerkvinnorna frågorna "Skulle du gå längst fram i Pride-tåget som tidigare partiledare gjort?" samt "Kommer du viga samkönade par?" till kandidaterna. Daniel Bäckström svarade då avvikande på båda frågorna vilket ledde till stor kritik både internt och offentligt. Thand Ringqvist och Demirrok svarade "ja" på båda frågorna. Bäckström återkom senare med att han "med glädje" kommer att gå i Pride-tåget.
Efter kontroversen mot Bäckström riktades det också kritik och anklagelser mot kampanjen runt Elisabeth Thand Ringqvists som enligt kritikerna drev en smutskastningskampanj mot Bäckström. Thand Ringqvist fick också kritik för sitt arbete som ordförande för Skärgårdsstiftelsen. Där kritikerna menade att den omorganisering som hon var med och genomförde missgynnade glesbygden.
Den 20 december rapporterade Corren att Muharrem Demirok hade dömts för två fall av misshandel på 90-talet. Demirok kommenterade saken med att det var något han hade "dolt bakom en mur av skam, skuld och ånger".
Den 11 januari presenterades Muharrem Demirok som valberedningens förslag till ny partiledare. Nomineringen gjorde att Thand Ringqvist och Bäckström drog tillbaka sina kandidaturer, vilket gjorde att inför partistämman var Demirok den ende kvarvarande kandidaten. Till partiets vice-ordföranden nominerades och valdes Daniel Bäckström och Ulrika Liljeberg. Thand Ringqvist valde att inte kandidera till partipresidiet.

## Kalender
Valberedningen tillkännagav den 23 september att en ny partiledare kommer att väljas på en extrainsatt partistämma den 2 februari, i samband med partiets kommundagar i Helsingborg. Processen kommer att hållas öppen, där medlemmar, kretsar, distrikt och syskonorganisationer kan nominera sina kandidater till den 14 oktober, därefter presenterar valberedningen de tänkbara kandidaterna.
- 15 september 2022 – Annie Lööf meddelar sin avgång som partiledare.
- 14 oktober 2022 – Sista dagen att nominera kandidater till valberedningen.
- 7 november 2022 – Valberedningen presenterar de officiella kandidaterna till partiledare.
- 2 december 2022 – Sista dagen på kandidatturnén.
- 9 december 2022 – Sista dagen för partidistrikt och kretsar att nominera en kandidat till valberedningen.
- I januari 2023 presenterade valberedningen sitt förslag till partiledare, Muharrem Demirok.
- 2 februari 2023 – Muharrem Demirok valdes på Centerpartiets extra insatta partistämma i Helsingborg.

## Kandidater

### Valberedningens kandidat
Valberedningens förslag av partiledare.
| Namn             | Namn | Född                             | Bakgrund | Tillkännagivande | Ref.   | Stöd |
| ---------------- | ---- | -------------------------------- | --- | ---------------- | ------ | --- |
| Muharrem Demirok |      | 3 oktober 1976 Huddinge, Sverige | Ledamot av Sveriges riksdag (2022–), Utbildningspolitisk talesperson (2022–), Kommunalråd i Linköpings kommun (2009–2022), Ordförande för Åtvidabergs FF (2016–2018). | 7 november 2022  | [ 14 ] | Förbund: - Centerkvinnorna Kommunkretsar: - Lunds kommun - Ängelholms kommun Övriga: Ledarsidor: - Hudiksvalls Tidning |

### Tillbakadragna huvudkandidaturer
| Namn                      | Namn | Född                                               | Bakgrund | Tillkännagivande | Ref.   | Stöd |
| ------------------------- | ---- | -------------------------------------------------- | --- | ---------------- | ------ | --- |
| Daniel Bäckström          |      | 18 november 1975 Tveta, Säffle kommun, Sverige     | Gruppledare för Centerpartiet (2022–), Ledamot av Sveriges riksdag (2013, 2014–), Landsbygdspolitisk talesperson (2021–), Kommunstyrelsens ordförande i Säffle kommun (2005–2014). | 7 november 2022  | [ 14 ] | Förbund: - Norrbotten Kommunkretsar: - Kiruna kommun Riksdagsledamöter: Nuvarande: - Helena Lindahl Andra politiker: - Johan Andersson - Gunnar Selberg - Tomas Mörtberg Övriga: Organisationer: - CUF Värmland Ledarsidor: - Mariestads-Tidningen - Säffle-tidningen Individer: - Patrik Oksanen |
| Elisabeth Thand Ringqvist |      | 20 februari 1972 Sunne, Östersunds kommun, Sverige | Ledamot av Sveriges riksdag (2022–), Näringspolitisk talesperson (2022–), VD för Företagarna (2011–2015), Ordförande för Centerpartiets Högskoleförbund (1997–1998).               | 7 november 2022  | [ 14 ] | Förbund: - Centerpartiets ungdomsförbund - Centerstudenterna Kommunkretsar: - Uppsala kommun Andra politiker: - Réka Tolnai Övriga: Ledarsidor: - Länstidningen - Norrtelje Tidning - Östersunds-Posten Individer: - Alexander Bard (MED)                                                         |

### Tillbakadragna kandidaturer
| Namn            | Född                                    | Bakgrund                                                                  | Tillkännagivande  | Tillbakadragande                           | Ref.          | Stöd                                             |
| --------------- | --------------------------------------- | ------------------------------------------------------------------------- | ----------------- | ------------------------------------------ | ------------- | ------------------------------------------------ |
| Alireza Akhondi | 20 september 1980 Teheran, Iran         | Ledamot av Sveriges riksdag (2018–), Bostadspolitisk talesperson (2022–). | 14 oktober 2022   | 7 november 2022                            | [ 12 ]        |                                                  |
| Helena Lindahl  | 1 juli 1972 Nysätra församling, Sverige | Ledamot av Sveriges riksdag (2010–), Skattepolitisk talesperson (2022–).  | 28 oktober 2022   | 7 november 2022 (Stödjer Daniel Bäckström) | [ 46 ] [ 47 ] | Andra politiker: - Aphram Melki - Gunnar Selberg |
| Emma Wiesner    | 11 november 1992 Västerås, Sverige      | EU-parlamentariker (2021–).                                               | 30 september 2022 | 7 november 2022                            | [ 11 ] [ 16 ] | Andra politiker: - Hanna Wagenius                |

### Avböjde att kandidera
- Magnus Ek – Ledamot av Sveriges riksdag (2018–2022), ordförande för Centerpartiets ungdomsförbund (2015–2019).[50]
- Magnus Demervall – Centerpartiets policychef (2018–), kommunalråd i Solna kommun (2010–2014), ordförande för Centerpartiets ungdomsförbund (2007–2011).[51][14]
- Anders W. Jonsson – Gruppledare för Centerpartiet (2011–2022), förste vice ordförande (2011–2021), ledamot av Sveriges riksdag (2010–). Partiledarkandidat 2011.[9]
- Anna-Karin Hatt – VD för Lantbrukarnas riksförbund (2019–), Sveriges energiminister (2011–2014), Sveriges IT-minister (2010–2014), Sveriges regionminister (2010–2011), statssekreterare vid samordningskansliet (2006–2010), VD för Almega (2015–2019). Partiledarkandidat 2011.[52]
- Emil Källström – VD (t.f.) för SEKAB (2022–), ekonomisk-politisk talesperson (2014–2021), ledamot av Sveriges riksdag (2010–2021).[10]
- Ulrika Liljeberg – Ledamot av Sveriges riksdag (2022–), rättspolitisk talesperson (2022–), kommunstyrelsens ordförande i Leksands kommun (2008–2022).[53][14]
- Linda Modig – Förste vice ordförande (2021–2023), ledamot av Sveriges riksdag (2018–2022).[54]
- Rickard Nordin – Klimat- och energipolitisk talesperson (2014–), ledamot av Sveriges riksdag (2011–).[55]
- Hanna Wagenius – Kommunfullmäktiges ordförande i Östersunds kommun (2018–), ordförande för Centerpartiets ungdomsförbund (2011–2015).[49] (Stödde Emma Wiesner).
- Martin Ådahl – Andre vice ordförande (2021–2023), ekonomisk-politisk talesperson (2021–), ledamot av Sveriges riksdag (2018–).[56]

## Politiska positioner
| Kandidat                    | Centerpartiets position | Regeringssamverka med Sverigedemokraterna | Förhandla med Sverigedemokraterna | Samarbeta med Regeringen Kristersson | Block med Socialdemokraterna |
| --------------------------- | ----------------------- | ----------------------------------------- | --------------------------------- | ------------------------------------ | ---------------------------- |
| Daniel Bäckström            | i.u.                    | Nej                                       | Nej                               | Inte aktuellt                        | i.u.                         |
| Muharrem Demirok            | i.u.                    | Nej                                       | Nej                               | Nej                                  | i.u.                         |
| Elisabeth Thand Ringqvist   | i.u.                    | Nej                                       | Nej                               | Inte organiserat                     | i.u.                         |
| Tillbakadragna kandidaturer |                         |                                           |                                   |                                      |                              |
| Alireza Akhondi             | Mitten                  | Nej                                       | Nej                               | i.u.                                 | i.u.                         |
| Helena Lindahl              | Mitten                  | Nej                                       | Öppen                             | i.u.                                 | Nej                          |
| Emma Wiesner                | Mitten                  | Nej                                       | Inte organiserat                  | i.u.                                 | Nej                          |

## Nomineringar
På Centerpartiets partistämma röstar 524 ombud. 200 av dessa ombud är tilldelade partidistrikten, och fördelas dem mellan genom medlemsantal. 290 av ombuden är tilldelade kommunerna, där varje kommunkrets har ett ombud. Syskonorganisationerna Centerpartiets ungdomsförbund, Centerkvinnorna och  Centerstudenterna har 5 ombudsröster samt 1 röst för respektive ordförande. Hela partistyrelsen och den sittande partiledaren har också en röst vardera på stämman.
De flesta nomineringarna hölls hemliga inför valberedningen. Centerpartiets ungdomsförbund (6 ombud), Centerstudenterna (6) och Uppsalas kommunkrets (1) nominerade offentligt Thand Ringqvist. Demirok stöttades av Centerkvinnorna (6), Lunds (1) och Ängelholms kommunkrets (1). Enligt uppgifter till Aftonbladet nominerades Bäckström av Norrbotten (5) och Kirunas kommunkrets (1).

## Resultat
På stämman i Helsingborg den 2 februari 2023 valdes valberedningens kandidat Muharrem Demirok genom acklamation. Valet möttes dock av att ett par av ombuden på stämman uttryckte missnöje med valet av Demirok. Några motkandidater till valberedningens förslag fördes inte fram.
Till partiets vice-ordföranden valdes valberedningens förslag Daniel Bäckström och Ulrika Liljeberg.
| Centerpartiets partiledarval 2023 | Centerpartiets partiledarval 2023 | Centerpartiets partiledarval 2023 | Centerpartiets partiledarval 2023 |
| Kandidat                          | Kandidat                          | Röster                            | Andel                             |
| --------------------------------- | --------------------------------- | --------------------------------- | --------------------------------- |
|                                   | Muharrem Demirok                  | enhälligt                         | 100%                              |
| Totalt                            | Totalt                            | 524                               | 100 %                             |

## Efterspel
Efter att Muharrem Demirok valdes till partiledare drogs partiet med opinionssiffror nära fyraprocentsspärren samt rekordlåga förtroendesiffror för den nye partiledaren. I oktober 2024 hade endast 54 % av partiets egna väljare förtroende för Demirok.

### Europaparlamentsvalet
Inför europaparlamentsvalet i juni 2024 ansågs därför partiet riskera att kraftigt gå bakåt eller till och med åka ur parlamentet. Partiet gjorde en valspurt med toppnamnet Emma Wiesner i spetsen och slutade på 7,3 %, vilket förvisso var en tillbakagång med 3,5 procentenheter, men partiet behöll sina två mandat i Bryssel vilket ansågs vara en framgång.

### Partiledarkrisen 2024
Under november 2024 började Expressen i en rad artiklar rapportera om interna splittringar inom partiet. Konflikten handlade i grunden om regeringsfrågan, den nya blockpolitiken och om eventuella samarbeten med Sverigedemokraterna eller Vänsterpartiet. Samma höst skrev Dagens Nyheter att Centerpartiet tillsammans med de övriga oppositionspartierna hade börjat föra samtal om ett eventuellt samarbete efter valet. Centerstudenterna gick ut i samma tidning och menade att partiet bör vara öppna för fler alternativ, även dem som inkluderar ett samarbete med Sverigedemokraterna. Det förslaget fick emellertid ett svagt stöd och bland annat Demirok själv menade att han hade ett extremt starkt mandat i att säga nej till SD. Enligt Fredrik Furtenbach kan splittringarna i regeringsfrågan inom C bero på att partiets politiker har en borgerlig-höger identitet samtidigt som partiets väljare ser sig som röd-gröna och vill ha Magdalena Andersson som statsminister.
I november hade partiledaren Muharrem Demirok på ett partistyrelsemöte försökt förankra ett stöd för Magdalena Andersson som partiets statsministerkandidat. Demirok valde alltså att förvalta Annie Lööfs arv i att stödja en socialdemokratisk statsminister och utesluta SD-samarbete. Den interna kritiken kom därefter att handla om att statsminister-beslutet, närmandet till Socialdemokraterna och att frågan om ett formaliserat vänsterblock (som inkluderade Vänsterpartiet) inte var tillräckligt väl förankrade. Det riktades även stark kritik mot hur Demirok hade agerat under förankringsprocessen.
Beskedet i regeringsfrågan tillsammans med de fortsatt låga förtroendesiffrorna och anklagelser om ett svagt och toppstyrt ledarskap utlöste partiledarkrisen. Bland de som öppet gav Demirok sitt stöd fanns partisekreteraren Karin Ernlund, ekonomisk-politiske talespersonen Martin Ådahl, partistyrelseledamoten Hanna Wagenius samt EU-parlamentarikerna Emma Wiesner och Abir Al-Sahlani. De tidigare partiledarkandidaterna Daniel Bäckström (gruppledare) och Elisabeth Thand Ringqvist (näringspolitisk talesperson) medgav sitt "fulla förtroende" för Demirok efter att båda ha blivit offentligt anklagade för att inte stödja honom.
Den 21 november gick Centerpartiets ungdomsförbund ut med att de inte längre hade förtroende för Demirok. Förbundet var oeniga i avgångskravet vilket i sin tur ledde till avgångskrav mot Caroline von Seth. Den 2 februari 2025 avgick von Seth som ordförande för förbundet.
Den 24 februari 2025 meddelade Muharrem Demirok att han avgår som partiledare för Centerpartiet. Demirok motiverade beslutet med att förtroendet för hans ledarskap inom partiet var för svagt.